# Traugott-Bender-Preis
Der Traugott-Bender-Preis wurde 1981 von der Baden-Württembergischen Landes-CDU zur Erinnerung an Person und Wirken des 1979 verstorbenen Justizministers und EAK-Landesvorsitzenden in Baden Traugott Bender gestiftet.
Dieser Preis wurde Persönlichkeiten verliehen, die durch ihr Beispiel das Bewusstsein für die Bedeutung christlicher Freiheit und Verantwortung im gesellschaftlichen und politischen Handeln stärkten.

## Preisträger
- 1981: Arnold Dannenmann (1907–1993)[1]
- 1983: Hans-Wolfgang Heidland (1912–1992)[2]
- 1985: Georg Hüssler (1921–2013)[3]
- 1989: Irmela Hofmann (1924–2003)
- 1991: Rita Moser (1927–2001)[4]
- 1999: Hermann Traub (1944–2013)